# Algíri metró
Algíri metró (arab nyelven: مترو الجزائر العاصمة, berber nyelven: Adubrid en Dzayer, francia nyelven: Métro d'Alger) Algéria Algír városában található. Összesen egy vonalból áll, a hálózat teljes hossza 18,5 km. Jelenlegi üzemeltetője a RATP El Djazaïr. A vágányok normál nyomtávolságúak, az áramellátás harmadik sínből történik, a feszültség 750 V egyenáram. Éves utasforgalma 30 000 000 fő (2017). A forgalom 2011. október 31. indult el. A távlati tervek között szerepel a hálózat további vonalakkal történő bővítése is.

## Érdekességek
Az Algíri metró egyike az afrikai kontinens két metróhálózatának, a másik Kairóban üzemel.